# 다운스-톰슨의 역설
피구-나이트-다운스 역설로도 알려진 다운스-톰슨 역설(Downs-Thomson paradox)은 도로 네트워크 상에서 자동차의 평균 속력이 동일한 거리를 대중교통 수단으로 이동할 때의 평균 속력에 의해 결정된다는 주장이다.
이 주장에 따르면 도로를 늘리는 것은 전체적으로 교통 상황을 더 악화시킬 수 있다는 결론이 나온다. 도로가 늘어나면 교통 수단을 대중교통에서 자동차로 바꾸는 사람들이 늘어나고, 이는 대중교통 수단의 운행의 감소나 운임의 상승을 일으키며, 따라서 대중교통 이용객은 더 줄어든다. 이러한 악순환이 계속되어 결국 도로가 늘어나기 전보다 교통 상황은 더 나빠지게 된다.
만일 이 주장이 참이라면 교통 체증에 대한 해결책으로 도로를 늘리는 것은 효과적이지 않을 뿐만 아니라, 상황을 더 나쁘게 만든다는 결론이 나온다. 이것은 루이스-모그리지 명제(Lewis-Mogridge Position)로도 알려져 있다. 마틴 모그리지는 이것을 그의 저서 《Travel in towns: jam yesterday, jam today and jam tomorrow?》에서 런던의 사례 연구를 통해 광범위하게 정리하였다.
현재 루르 대학의 수학부에 있는, 디트리히 브라에스의 1968년 논문에서 이미 이러한 비직관적인 현상이 네트워크 상에서 나타난다는 점은 언급되었다. 브라에스의 역설은 네트워크 상에서 움직이는 개체들이 이기적으로 그들의 경로를 선택할 때, 네트워크의 크기를 늘리는 것은 때때로 전체적인 효율의 감소를 일으킬 수 있다는 주장이다.
도로 교통 네트워크뿐만 아니라 컴퓨터 네트워크에서도 비슷한 현상이 일어날 수 있기 때문에, 이 현상에 대한 연구는 최근 관심을 받고 있다. 네트워크의 크기를 늘리는 것은 도로 교통 네트워크의 통행자와 비슷한, 서로 독립적으로 출발점과 도착점 사이의 최적의 경로를 선택하는 사용자들의 행동으로 특징지을 수 있다.
이는 유도된 수요 이론의 확장이며 또한 다운스의 삼중의 융합 이론과도 일치한다. 다운스는 이 이론으로 고속도로의 러시아워를 해소하는 것의 어려움을 설명하였다. 도로의 증가는 세 가지 즉각적인 효과를 나타나게 한다. 다른 경로를 이용하던 운전자는 확장된 도로를 쓰기 시작하고, 이전에 혼잡하지 않은 시간대에 통행하던 사람들이 혼잡한 시간에 이동하게 되며, 대중교통 이용객들은 자동차를 타기 시작한다.

## 같이 보기
- 유도된 수요
- 브라에스의 역설
- 루이스-모그리지 명제